# Палестрина (муніципалітет)

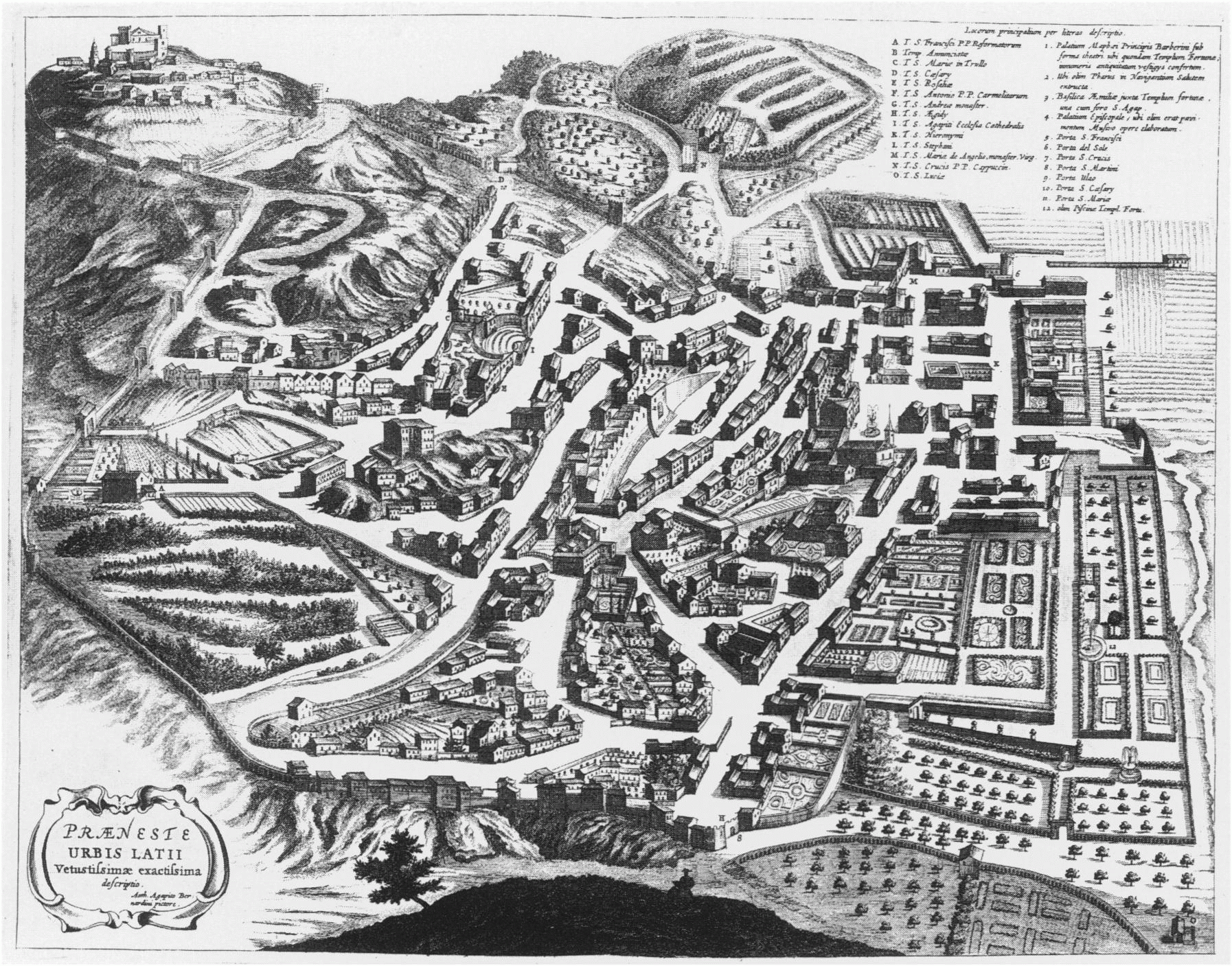
План міста Палестрина 1671 р. Автор - Agapito Bernardini

Палестрина (італ. Palestrina) — муніципалітет в Італії, у регіоні Лаціо, метрополійне місто Рим-Столиця.

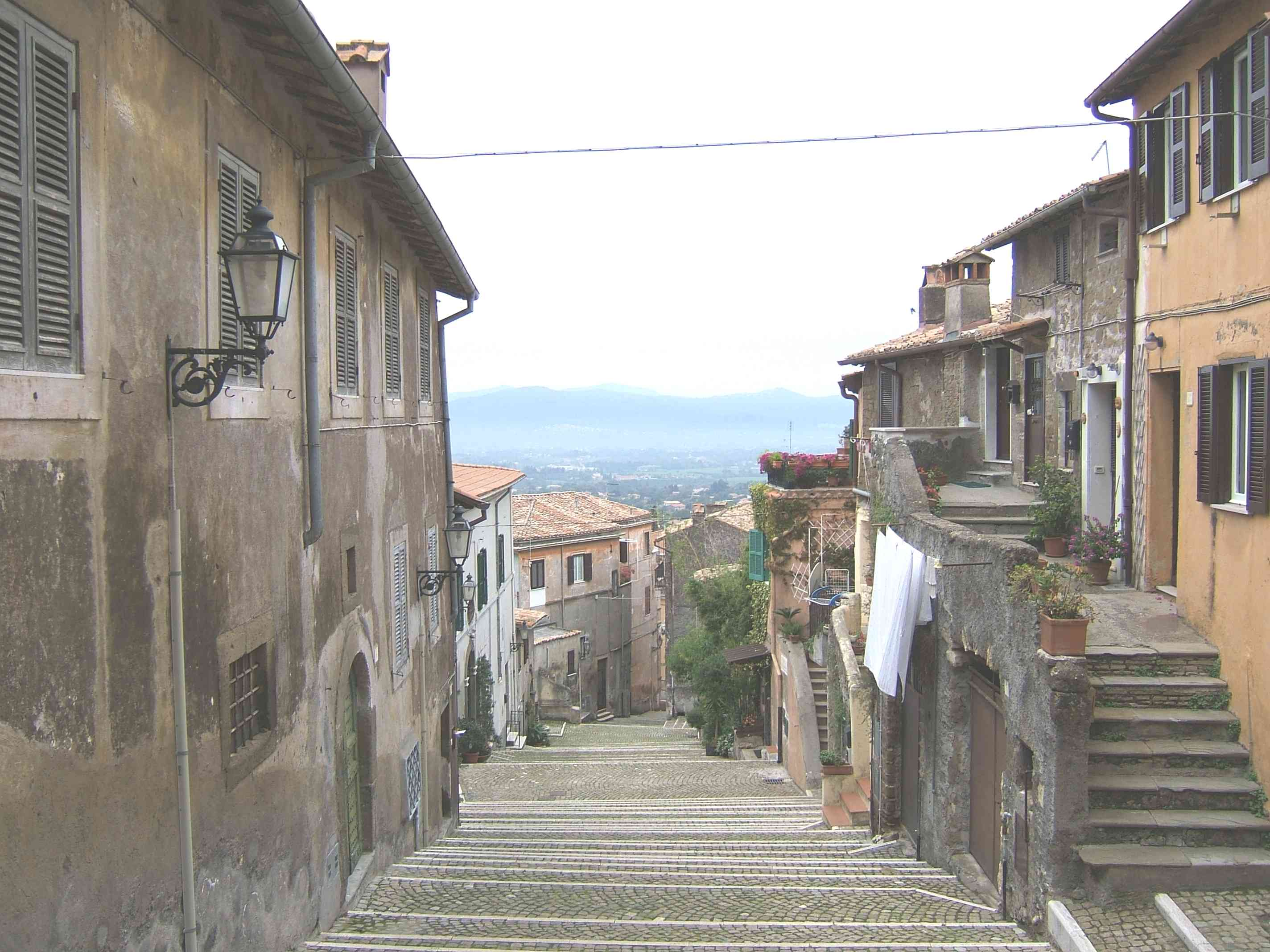

Палестрина розташована на відстані близько 36 км на схід від Рима.
Населення — 21 420 осіб (2014).
Щорічний фестиваль відбувається 18 серпня. Покровитель — Sant'Agapito martire.

## Демографія
Населення за роками:

Станом на 1 січня 2023 року в муніципалітеті офіційно проживали 2522 іноземці з 72 країн, серед них 1648 громадян країн Євросоюзу та 26 громадян України.

## Палестрина в культурі
- Палестрина згадується в пісні «Santa Marinella» гурту Gogol Bordello.

## Сусідні муніципалітети
- Артена
- Кастель-Сан-П'єтро-Романо
- Каве
- Галлікано-нель-Лаціо
- Лабіко
- Рокка-ді-Каве
- Рокка-Пріора
- Рим
- Сан-Чезарео
- Вальмонтоне
- Цагароло